# Unterpräfektur Hiyama

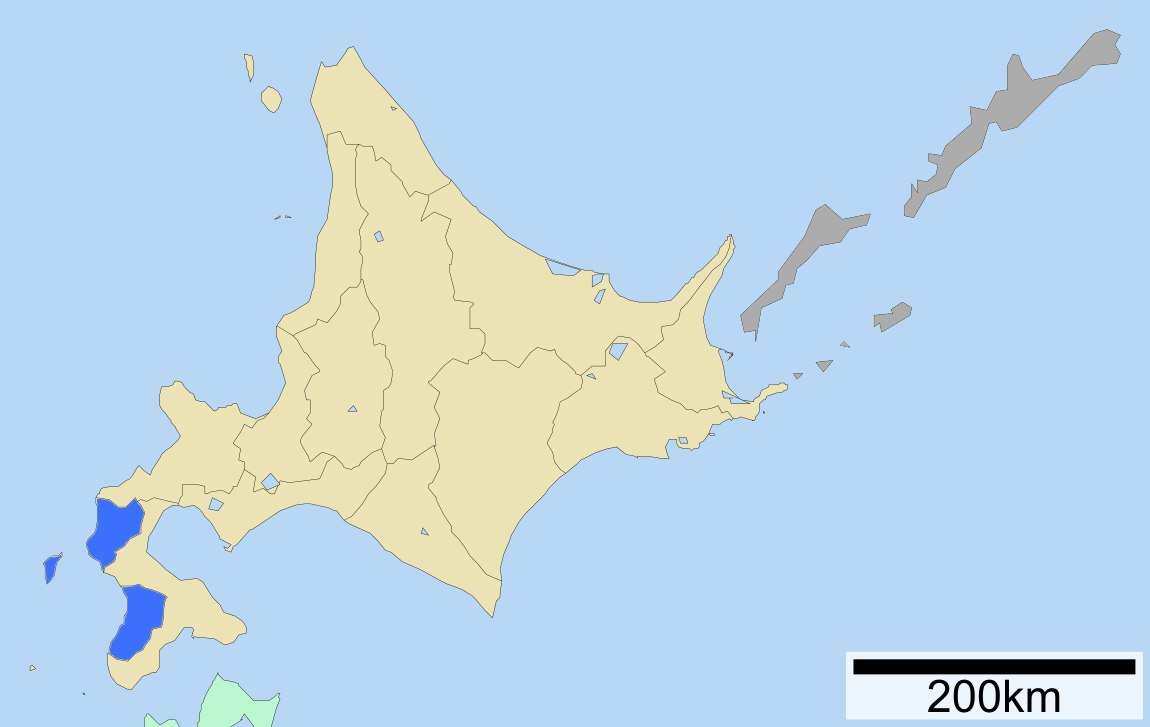
Lage der Unterpräfektur Hiyama

Hiyama (jap. 檜山振興局, Hiyama-shinkō-kyoku) ist eine Unterpräfektur der Präfektur Hokkaidō. Sie hat eine Fläche von 2.630 km² und eine Einwohnerzahl von 48.138 (Stand: 31. August 2005).

## Geografie
Die Unterpräfektur Hiyama erstreckt sich über den westlichen Teil der Oshima-Halbinsel – der östliche Teil gehört zur Unterpräfektur Oshima – und die Insel Okushiri.

## Geschichte
Die Unterpräfektur wurde 1897 als Hiyama-shichō (檜山支庁) eingerichtet. Bei der Neugliederung von Hokkaidō zum 1. April 2010 erfolgte die Umbenennung in Hiyama-shinkō-kyoku, sowie die administrative Unterordnung unter die Unterpräfektur Oshima.

## Verwaltungsgliederung

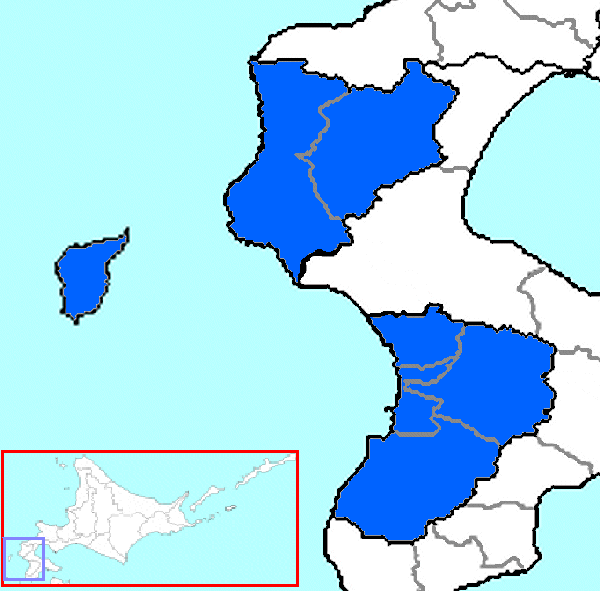
Gemeinden der Unterpräfektur Hiyama

In Hiyama befinden sich keine Großstädte (市, shi). Der Sitz der Unterpräfekturverwaltung befindet sich in Esashi.

### Landkreise (郡,gun)
Liste der Landkreise der Unterpräfektur Hiyama, sowie deren Städte (町, chō) und Dörfer (村, mura).
- Hiyama
  - Esashi
  - Kaminokuni
  - Assabu
- Nishi
  - Otobe
- Kudō
  - Setana
- Setana
  - Imakane
- Okushiri
  - Okushiri

### Neugliederungen
- Am 1. September 2005 schlossen sich die Stadt Taisei im Landkreis Kudō und die Städte Setana und Kitahiyama im Landkreis Setana zu der neuen Stadt Setana im Landkreis Kudō zusammen.
- Am 1. Oktober 2005 schlossen sich die Stadt Kumaishi im Landkreis Nishi und die Stadt Yakumo im Landkreis Yamakoshi in der Unterpräfektur Oshima zur neuen Stadt Yakumo im ebenfalls neugeschaffenen Landkreis Futami zusammen. Das Stadtgebiet von Kumaishi wurde dabei der Unterpräfektur Oshima zugeschlagen.